# Tà Lài
Tà Lài là một xã thuộc tỉnh Đồng Nai, Việt Nam.
Xã có diện tích 27,39 km², dân số năm 1999 là 7382 người, mật độ dân số đạt 270 người/km².
Dân cư sống ở Tà Lài hầu hết đều là người dân tộc thiểu số, chủ yếu là 2 dân tộc Mạ và S'tiêng.

## Hành chính
Xã Tà Lài được chia thành 5 ấp: 1, 2, 3, 4, 5.

## Lịch sử
Trước năm 2016, xã Tà Lài được chia thành 7 ấp: 1, 2, 3, 4, 5, 6, 7.
Ngày 11 tháng 8 năm 2017, Uỷ ban Nhân dân tỉnh Đồng Nai ban hành Quyết định 2817/QĐ-UBND, trong đó:
- Thành lập ấp 1 trên cơ sở một phần ấp 1 và một phần ấp 5.
- Sáp nhập một phần ấp 3 và ấp 6 vào ấp 2.
- Thành lập ấp 3 trên cơ sở ấp 7 và phần còn lại của ấp 6.
- Thành lập ấp 5 trên cơ sở một phần các ấp 1, ấp 3 và ấp 5.